# Trofeo Against Modern Football
El Trofeo Against Modern Football es un torneo amistoso organizado anualmente por el CAP Ciudad de Murcia desde la temporada 2011-12. Se juega a partido único entre el primer equipo del Club y un equipo invitado. Se organiza en agosto y suele dar comienzo a la temporada deportiva.
El nombre del trofeo hace referencia al movimiento europeo y del Ciudad de Murcia en la lucha contra los ideales del fútbol actual, y se jugó por primera vez el 13 de agosto de 2011, siendo éste el partido de presentación del equipo. Desde entonces se ha jugado en todas las temporadas excepto en 2019, debido a la falta de disponibilidad del Estadio José Barnés y en 2020 por la pandemia causada por el SARS-CoV-2. El campeón actual es el Crevillente Deportivo.

## Historial
| Año  | Edición      | Campeón               | Resultado      | Subcampeón              |
| ---- | ------------ | --------------------- | -------------- | ----------------------- |
| 2011 | I Edición    | FC Torrevieja         | 4-0            | CAP Ciudad de Murcia    |
| 2012 | II Edición   | Cartagena FC          | 3-0            | CAP Ciudad de Murcia    |
| 2013 | III Edición  | CAP Ciudad de Murcia  | 1-0            | Olímpico de Totana      |
| 2014 | IV Edición   | CAP Ciudad de Murcia  | 2-0            | Orihuela Club de Fútbol |
| 2015 | V Edición    | CF Lorca Deportiva    | 3-0            | CAP Ciudad de Murcia    |
| 2016 | VI Edición   | CD Cox                | 1-0            | CAP Ciudad de Murcia    |
| 2017 | VII Edición  | CAP Ciudad de Murcia  | 1-0            | CFP Orihuela Deportiva  |
| 2018 | VIII Edición | CAP Ciudad de Murcia  | 4-0            | CD Plus Ultra           |
| 2021 | IX Edición   | Crevillente Deportivo | 1-1 (4-3) pen. | CAP Ciudad de Murcia    |

## Palmarés
- Con 4 títulos: CAP Ciudad de Murcia.
- Con 1 título: FC Torrevieja, Cartagena FC, CF Lorca Deportiva, CD Cox y Crevillente Deportivo.